# Giải bóng đá Ngoại hạng Anh 2024–25
Giải bóng đá Ngoại hạng Anh 2024–25 (Premier League 2024–25) là mùa giải thứ 33 của Giải bóng đá Ngoại hạng Anh và là mùa giải thứ 126 của hạng đấu cao nhất bóng đá Anh nói chung. Để tuân thủ các cam kết trước đây với các câu lạc bộ nhằm giải quyết lịch thi đấu dày đặc trong dịp lễ Giáng sinh và Năm mới, các thỏa thuận sẽ được thực hiện để cho phép có nhiều thời gian nghỉ ngơi hơn trong ba vòng đấu lễ hội, không có câu lạc bộ nào thi đấu trong vòng 60 giờ sau một trận đấu khác. Sẽ không có lịch thi đấu nào vào ngày 24 tháng 12 năm 2024.
Lịch thi đấu được công bố vào thứ Ba ngày 18 tháng 6 năm 2024 lúc 09:00 BST. Mùa giải 2024–25 với 38 vòng đấu sẽ bao gồm 33 vòng thi đấu vào cuối tuần, 4 vòng giữa tuần và 1 vòng vào ngày lễ Ngân hàng.
Kỳ chuyển nhượng mùa hè được mở vào thứ Sáu ngày 14 tháng 6 năm 2024 và đóng cửa lúc 23:00 BST thứ Sáu ngày 30 tháng 8 năm 2024. Trong khi đó, kỳ chuyển nhượng mùa đông được mở vào thứ Tư ngày 1 tháng 1 năm 2025 và đóng cửa lúc 23:00 GMT thứ Hai ngày 3 tháng 2 năm 2025. Đây cũng là mùa giải cuối cùng quả bóng thi đấu do Nike tài trợ được sử dụng, vì Puma sẽ trở thành nhà cung cấp bóng chính thức của giải đấu bắt đầu từ mùa giải 2025–26.
Mùa giải này là mùa giải đầu tiên sử dụng Công nghệ việt vị bán tự động, vì các câu lạc bộ Premier League đã nhất trí áp dụng công nghệ này. Công nghệ này được lên kế hoạch áp dụng sau một trong những kỳ nghỉ quốc tế mùa thu, nhưng đã bị hoãn lại để thử nghiệm thêm công nghệ. Công nghệ này đã được thử nghiệm ở vòng năm Cúp FA trở đi, sau đó Premier League xác nhận rằng công nghệ này sẽ được sử dụng ở vòng đấu thứ 32, vào ngày 12 tháng 4 năm 2025. Sân vận động Etihad là sân đầu tiên chính thức sử dụng công nghệ này, khi Manchester City đối đầu với Crystal Palace.
Manchester City là nhà đương kim vô địch bốn lần liên tiếp, là đội bóng nam đầu tiên làm được điều này ở giải bóng đá hàng đầu Anh, nhưng đã trở thành cựu vô địch sau vòng đấu thứ 32 sau khi kém đội đang dẫn đầu là Liverpool 21 điểm. Liverpool cũng trở thành nhà vô địch Ngoại hạng Anh sau trận đấu ở vòng 34, vô địch trước 4 vòng đấu.

## Các đội bóng
Hai mươi đội sẽ thi đấu trong giải đấu – 17 đội dẫn đầu từ mùa giải trước và 3 đội thăng hạng từ Championship. Các đội thăng hạng là Leicester City, Ipswich Town và Southampton. Leicester và Southampton trở lại sau một năm vắng bóng còn Ipswich là hai mươi hai năm vắng bóng. Ba đội sẽ thay thế cho Luton Town, Burnley và Sheffield United, những đội xuống hạng chỉ sau một năm thi đấu ở giải Ngoại hạng; đây là lần đầu tiên kể từ mùa giải 1997–98 mà cả ba đội thăng hạng đều xuống hạng chỉ sau một mùa giải. Đây cũng sẽ là mùa giải đầu tiên kể từ mùa giải 2015–16 mà giải đấu không có đội bóng nào đến từ Yorkshire.

### Sân vận động và địa điểm
Ghi chú: Bảng liệt kê theo thứ tự bảng chữ cái.
| Đội                     | Địa điểm                  | Sân vận động         | Sức chứa |
| ----------------------- | ------------------------- | -------------------- | -------- |
| Arsenal                 | Luân Đôn (Holloway)       | Emirates             | 60.704   |
| Aston Villa             | Birmingham                | Villa Park           | 42.918   |
| Bournemouth             | Bournemouth               | Dean Court           | 11.307   |
| Brentford               | Luân Đôn (Brentford)      | Cộng đồng Brentford  | 17.250   |
| Brighton & Hove Albion  | Falmer                    | Falmer               | 31.876   |
| Chelsea                 | Luân Đôn (Fulham)         | Stamford Bridge      | 40.173   |
| Crystal Palace          | Luân Đôn (Selhurst)       | Selhurst Park        | 25.194   |
| Everton                 | Liverpool (Walton)        | Goodison Park        | 39.414   |
| Fulham                  | Luân Đôn (Fulham)         | Craven Cottage       | 24.500   |
| Ipswich Town            | Ipswich                   | Portman Road         | 30.056   |
| Leicester City          | Leicester                 | King Power           | 32.259   |
| Liverpool               | Liverpool (Anfield)       | Anfield              | 61.276   |
| Manchester City         | Manchester (Bradford)     | Thành phố Manchester | 52.900   |
| Manchester United       | Manchester (Old Trafford) | Old Trafford         | 74.197   |
| Newcastle United        | Newcastle upon Tyne       | St James' Park       | 52.258   |
| Nottingham Forest       | West Bridgford            | City Ground          | 30.404   |
| Southampton             | Southampton               | St Mary's            | 32.384   |
| Tottenham Hotspur       | Luân Đôn (Tottenham)      | Tottenham Hotspur    | 62.850   |
| West Ham United         | Luân Đôn (Stratford)      | Luân Đôn             | 62.500   |
| Wolverhampton Wanderers | Wolverhampton             | Molineux             | 31.750   |

### Nhân sự và trang phục
| Đội                     | Huấn luyện viên trưởng | Đội trưởng         | Nhà sản xuất trang phục | Nhà tài trợ áo đấu (ngực) | Nhà tài trợ áo đấu (tay áo) |
| ----------------------- | ---------------------- | ------------------ | ----------------------- | ------------------------- | --------------------------- |
| Arsenal                 | Mikel Arteta           | Martin Ødegaard    | Adidas                  | Emirates                  | Visit Rwanda                |
| Aston Villa             | Unai Emery             | John McGinn        | Adidas                  | Betano                    | Trade Nation                |
| Bournemouth             | Andoni Iraola          | Adam Smith         | Umbro                   | bj88                      | LEOS International          |
| Brentford               | Thomas Frank           | Christian Nørgaard | Umbro                   | Hollywoodbets             | PensionBee                  |
| Brighton & Hove Albion  | Fabian Hürzeler        | Lewis Dunk         | Nike                    | American Express          | Experience Kissimmee        |
| Chelsea                 | Enzo Maresca           | Reece James        | Nike                    | DAMAC Properties          | Live Nation                 |
| Crystal Palace          | Oliver Glasner         | Marc Guéhi         | Macron                  | NET88                     | Kaiyun Sports               |
| Everton                 | David Moyes            | Séamus Coleman     | Castore                 | Stake.com                 | Christopher Ward            |
| Fulham                  | Marco Silva            | Tom Cairney        | Adidas                  | SBOTOP                    | WebBeds                     |
| Ipswich Town            | Kieran McKenna         | Sam Morsy          | Umbro                   | +–=÷× Tour                | HaloITSM                    |
| Leicester City          | Ruud van Nistelrooy    | Jamie Vardy        | Adidas                  | BC.GAME                   | Bia Saigon                  |
| Liverpool               | Arne Slot              | Virgil van Dijk    | Nike                    | Standard Chartered        | Expedia                     |
| Manchester City         | Pep Guardiola          | Kevin De Bruyne    | Puma                    | Etihad Airways            | OKX                         |
| Manchester United       | Ruben Amorim           | Bruno Fernandes    | Adidas                  | Qualcomm Snapdragon       | DXC Technology              |
| Newcastle United        | Eddie Howe             | Bruno Guimarães    | Adidas                  | Sela                      | Noon                        |
| Nottingham Forest       | Nuno Espírito Santo    | Ryan Yates         | Adidas                  | Kaiyun Sports             | Ideagen                     |
| Southampton             | Simon Rusk (tạm thời)  | Jack Stephens      | Puma                    | Rollbit                   | P&O Cruises                 |
| Tottenham Hotspur       | Ange Postecoglou       | Son Heung-min      | Nike                    | AIA                       | Kraken                      |
| West Ham United         | Graham Potter          | Jarrod Bowen       | Umbro                   | Betway                    | QuickBooks                  |
| Wolverhampton Wanderers | Vítor Pereira          | Nélson Semedo      | Sudu                    | DEBET                     | JD Sports                   |

1. ↑  Chelsea thi đấu mà không có nhà tài trợ áo đấu cho đến ngày 30 tháng 4 năm 2025, khi câu lạc bộ công bố DAMAC Properties là nhà tài trợ áo đấu cho phần còn lại của mùa giải.[35]
2. ↑  Nhà tài trợ trên tay áo của Chelsea là Fever cho đến ngày 8 tháng 2 năm 2025 khi thỏa thuận kết thúc trước thời hạn.[36]
3. ↑  Mario Lemina là đội trưởng câu lạc bộ Wolverhampton Wanderers cho đến ngày 13 tháng 12 năm 2024, khi anh bị tước vai trò này sau một sự cố trong trận đấu trước đó với West Ham United.[86][87]

### Thay đổi huấn luyện viên
| Đội                     | Huấn luyện viên ra đi | Lý do ra đi          | Ngày ra đi | Vị trí trên BXH | Huấn luyện viên đến            | Ngày ký    |
| ----------------------- | --------------------- | -------------------- | ---------- | --------------- | ------------------------------ | ---------- |
| Brighton & Hove Albion  | Roberto De Zerbi      | Thỏa thuận           | 19/5/2024  | Trước mùa giải  | Fabian Hürzeler                | 15/6/2024  |
| Liverpool               | Jürgen Klopp          | Từ chức              | 19/5/2024  | Trước mùa giải  | Arne Slot                      | 1/6/2024   |
| West Ham United         | David Moyes           | Hết hợp đồng         | 19/5/2024  | Trước mùa giải  | Julen Lopetegui                | 1/7/2024   |
| Chelsea                 | Mauricio Pochettino   | Thỏa thuận           | 21/5/2024  | Trước mùa giải  | Enzo Maresca                   | 3/6/2024   |
| Leicester City          | Enzo Maresca          | Ký bởi Chelsea       | 3/6/2024   | Trước mùa giải  | Steve Cooper                   | 20/6/2024  |
| Manchester United       | Erik ten Hag          | Sa thải              | 28/10/2024 | thứ 14          | Ruud van Nistelrooy (tạm thời) | 28/10/2024 |
| Manchester United       | Ruud van Nistelrooy   | Hết quản lý tạm thời | 11/11/2024 | thứ 13          | Rúben Amorim                   | 11/11/2024 |
| Leicester City          | Steve Cooper          | Sa thải              | 24/11/2024 | thứ 16          | Ben Dawson (tạm thời)          | 24/11/2024 |
| Leicester City          | Ben Dawson            | Hết quản lý tạm thời | 1/12/2024  | thứ 16          | Ruud van Nistelrooy            | 1/12/2024  |
| Wolverhampton Wanderers | Gary O'Neil           | Sa thải              | 15/12/2024 | thứ 19          | Vítor Pereira                  | 19/12/2024 |
| Southampton             | Russell Martin        | Sa thải              | 15/12/2024 | thứ 20          | Simon Rusk (tạm thời)          | 15/12/2024 |
| Southampton             | Simon Rusk            | Hết quản lý tạm thời | 22/12/2024 | thứ 20          | Ivan Jurić                     | 22/12/2024 |
| West Ham United         | Julen Lopetegui       | Sa thải              | 8/1/2025   | thứ 14          | Graham Potter                  | 9/1/2025   |
| Everton                 | Sean Dyche            | Sa thải              | 9/1/2025   | thứ 16          | Leighton Baines (tạm thời)     | 9/1/2025   |
| Everton                 | Leighton Baines       | Hết quản lý tạm thời | 11/1/2025  | thứ 16          | David Moyes                    | 11/1/2025  |
| Southampton             | Ivan Jurić            | Thỏa thuận           | 7/4/2025   | thứ 20          | Simon Rusk (tạm thời)          | 7/4/2025   |

## Bảng xếp hạng

### Bảng xếp hạng
| VT | Đội                     | ST | T  | H  | B  | BT | BB | HS  | Đ  | Giành quyền tham dự hoặc xuống hạng     |
| -- | ----------------------- | -- | -- | -- | -- | -- | -- | --- | -- | --------------------------------------- |
| 1  | Liverpool (C)           | 38 | 25 | 9  | 4  | 86 | 41 | +45 | 84 | Lọt vào vòng đấu hạng Champions League  |
| 2  | Arsenal                 | 38 | 20 | 14 | 4  | 69 | 34 | +35 | 74 | Lọt vào vòng đấu hạng Champions League  |
| 3  | Manchester City         | 38 | 21 | 8  | 9  | 72 | 44 | +28 | 71 | Lọt vào vòng đấu hạng Champions League  |
| 4  | Chelsea                 | 38 | 20 | 9  | 9  | 64 | 43 | +21 | 69 | Lọt vào vòng đấu hạng Champions League  |
| 5  | Newcastle United        | 38 | 20 | 6  | 12 | 68 | 47 | +21 | 66 | Lọt vào vòng đấu hạng Champions League  |
| 6  | Aston Villa             | 38 | 19 | 9  | 10 | 58 | 51 | +7  | 66 | Lọt vào vòng đấu hạng Europa League     |
| 7  | Nottingham Forest       | 38 | 19 | 8  | 11 | 58 | 46 | +12 | 65 | Lọt vào vòng đấu hạng Europa League     |
| 8  | Brighton & Hove Albion  | 38 | 16 | 13 | 9  | 66 | 59 | +7  | 61 |                                         |
| 9  | Bournemouth             | 38 | 15 | 11 | 12 | 58 | 46 | +12 | 56 |                                         |
| 10 | Brentford               | 38 | 16 | 8  | 14 | 66 | 57 | +9  | 56 |                                         |
| 11 | Fulham                  | 38 | 15 | 9  | 14 | 54 | 54 | 0   | 54 |                                         |
| 12 | Crystal Palace          | 38 | 13 | 14 | 11 | 51 | 51 | 0   | 53 | Lọt vào vòng play-off Conference League |
| 13 | Everton                 | 38 | 11 | 15 | 12 | 42 | 44 | −2  | 48 |                                         |
| 14 | West Ham United         | 38 | 11 | 10 | 17 | 46 | 62 | −16 | 43 |                                         |
| 15 | Manchester United       | 38 | 11 | 9  | 18 | 44 | 54 | −10 | 42 |                                         |
| 16 | Wolverhampton Wanderers | 38 | 12 | 6  | 20 | 54 | 69 | −15 | 42 |                                         |
| 17 | Tottenham Hotspur       | 38 | 11 | 5  | 22 | 64 | 65 | −1  | 38 | Lọt vào vòng đấu hạng Champions League  |
| 18 | Leicester City (R)      | 38 | 6  | 7  | 25 | 33 | 80 | −47 | 25 | Xuống hạng EFL Championship             |
| 19 | Ipswich Town (R)        | 38 | 4  | 10 | 24 | 36 | 82 | −46 | 22 | Xuống hạng EFL Championship             |
| 20 | Southampton (R)         | 38 | 2  | 6  | 30 | 26 | 86 | −60 | 12 | Xuống hạng EFL Championship             |

1. ↑  Giải Ngoại hạng Anh giành thêm một suất tham dự Champions League do là một trong hai hiệp hội có điểm hệ số UEFA cao nhất ở mùa giải 2024–25.
2. ↑  Ban đầu, Crystal Palace đủ điều kiện tham dự vòng đấu hạng Europa League với tư cách là nhà vô địch Cúp FA 2024–25. Tuy nhiên, do luật sở hữu nhiều câu lạc bộ, họ không được phép tham dự Europa League và thay vào đó phải tham dự vòng play-off Conference League, còn suất tham dự Europa League sẽ thuộc về Nottingham Forest, đội xếp thứ 7.[115]
3. ↑  Vì đội vô địch Cúp EFL 2024–25, Newcastle United, đã đủ điều kiện tham dự Champions League thông qua vị trí trong giải đấu nên suất dành cho đội vô địch Cúp EFL (vòng play-off Conference League) ban đầu được chuyển cho đội xếp thứ 7 (Nottingham Forest). Tuy nhiên, do quy định về sở hữu nhiều câu lạc bộ, đội vô địch Cúp FA, Crystal Palace, đã không được phép tham dự Europa League và thay vào đó phải tham dự vòng play-off Conference League, còn Nottingham Forest giành được suất tham dự Europa League.[115]
4. ↑  Tottenham Hotspur đủ điều kiện tham dự vòng đấu hạng Champions League vì là đội vô địch UEFA Europa League 2024–25.

### Vị trí theo vòng
Bảng liệt kê vị trí của các đội sau mỗi vòng thi đấu. Để duy trì các diễn biến theo trình tự thời gian, bất kỳ trận đấu bù nào sẽ không được tính vào vòng đấu mà chúng đã được lên lịch ban đầu mà sẽ được tính thêm vào vòng đấu diễn ra ngay sau đó.
- a : còn 1 trận chưa thi đấu
- 1 : thi đấu trước 1 trận

| Đội ╲ Vòng        | 1       | 2  | 3  | 4  | 5  | 6  | 7  | 8  | 9  | 10 | 11 | 12 | 13 | 14 | 15  | 16  | 17  | 18  | 19  | 20  | 21  | 22  | 23  | 24  | 25 | 26 | 27  | 28 | 29  | 30  | 31  | 32  | 33 | 34 | 35 | 36 | 37 | 38 |   |
| ----------------- | ------- | -- | -- | -- | -- | -- | -- | -- | -- | -- | -- | -- | -- | -- | --- | --- | --- | --- | --- | --- | --- | --- | --- | --- | -- | -- | --- | -- | --- | --- | --- | --- | -- | -- | -- | -- | -- | -- | - |
| Đội ╲ Vòng        | Arsenal | 2  | 3  | 4  | 2  | 4  | 3  | 3  | 3  | 3  | 5  | 4  | 4  | 2  | 3   | 3   | 3   | 3   | 2   | 2   | 2   | 2   | 2   | 2   | 2  | 2  | 2   | 2  | 2   | 2   | 2   | 2   | 2  | 2  | 2  | 2  | 2  | 2  | 2 |
| Aston Villa       | 5       | 12 | 7  | 5  | 3  | 5  | 5  | 4  | 4  | 6  | 9  | 8  | 12 | 8  | 6   | 7   | 6   | 9   | 9   | 8   | 7   | 8   | 8   | 8   | 9  | 81 | 101 | 81 | 9   | 7   | 7   | 7   | 7  | 7  | 7  | 6  | 6  | 6  |   |
| Bournemouth       | 9       | 14 | 8  | 11 | 13 | 11 | 13 | 11 | 11 | 10 | 12 | 13 | 13 | 9  | 8   | 6   | 5   | 6   | 7   | 7   | 8   | 7   | 7   | 7   | 5  | 6  | 7   | 9  | 10  | 10  | 10  | 8   | 8  | 10 | 8  | 10 | 11 | 9  |   |
| Brighton          | 1       | 2  | 3  | 6  | 7  | 9  | 6  | 5  | 6  | 8  | 6  | 5  | 4  | 5  | 7   | 9   | 10  | 10  | 10  | 10  | 9   | 9   | 9   | 10  | 10 | 9  | 8   | 7  | 7   | 8   | 9   | 10  | 10 | 9  | 10 | 9  | 8  | 8  |   |
| Brentford         | 6       | 13 | 6  | 9  | 12 | 12 | 11 | 13 | 9  | 12 | 11 | 11 | 8  | 11 | 9   | 11  | 12  | 11  | 12  | 11  | 11  | 11  | 11  | 11  | 11 | 11 | 11  | 12 | 11  | 11  | 12  | 11  | 11 | 11 | 9  | 8  | 9  | 10 |   |
| Chelsea           | 17      | 8  | 11 | 8  | 5  | 4  | 4  | 6  | 5  | 4  | 3  | 3  | 3  | 2  | 2   | 2   | 2   | 3   | 4   | 4   | 5   | 4   | 6   | 4   | 6  | 7  | 5   | 4  | 4   | 4   | 4   | 6   | 6  | 5  | 5  | 5  | 5  | 4  |   |
| Crystal Palace    | 13      | 17 | 16 | 16 | 16 | 18 | 18 | 18 | 17 | 17 | 18 | 19 | 17 | 17 | 17  | 15  | 16  | 16  | 15  | 15  | 15  | 12  | 13  | 12  | 13 | 13 | 12  | 11 | 12a | 12a | 11a | 12a | 12 | 12 | 12 | 12 | 12 | 12 |   |
| Everton           | 20      | 20 | 20 | 20 | 19 | 16 | 16 | 16 | 16 | 16 | 16 | 15 | 15 | 15 | 15a | 16a | 15a | 15a | 16a | 16a | 16a | 16a | 16a | 16a | 14 | 14 | 16  | 15 | 15  | 15  | 15  | 13  | 13 | 15 | 14 | 13 | 13 | 13 |   |
| Fulham            | 15      | 10 | 12 | 12 | 9  | 6  | 8  | 10 | 10 | 9  | 7  | 9  | 10 | 6  | 10  | 8   | 9   | 8   | 8   | 9   | 10  | 10  | 10  | 9   | 8  | 10 | 9   | 10 | 8   | 9   | 8   | 9   | 9  | 8  | 11 | 11 | 10 | 11 |   |
| Ipswich Town      | 18      | 18 | 17 | 17 | 17 | 15 | 17 | 17 | 18 | 18 | 17 | 18 | 19 | 18 | 18  | 18  | 19  | 19  | 18  | 18  | 18  | 18  | 19  | 19  | 18 | 18 | 18  | 18 | 18  | 18  | 18  | 18  | 18 | 18 | 18 | 18 | 19 | 19 |   |
| Leicester City    | 10      | 15 | 15 | 15 | 15 | 17 | 15 | 14 | 15 | 15 | 15 | 16 | 16 | 16 | 16  | 17  | 17  | 18  | 19  | 19  | 19  | 19  | 17  | 18  | 19 | 19 | 19  | 19 | 19  | 19  | 19  | 19  | 19 | 19 | 19 | 19 | 18 | 18 |   |
| Liverpool         | 3       | 4  | 2  | 4  | 2  | 1  | 1  | 1  | 2  | 1  | 1  | 1  | 1  | 1  | 1a  | 1a  | 1a  | 1a  | 1a  | 1a  | 1a  | 1a  | 1a  | 1a  | 1  | 1  | 1   | 1  | 1   | 1   | 1   | 1   | 1  | 1  | 1  | 1  | 1  | 1  |   |
| Manchester City   | 4       | 1  | 1  | 1  | 1  | 2  | 2  | 2  | 1  | 2  | 2  | 2  | 5  | 4  | 4   | 5   | 7   | 7   | 6   | 6   | 6   | 5   | 4   | 5   | 4  | 4  | 4   | 5  | 5   | 5   | 6   | 5   | 5  | 4  | 3  | 4  | 3  | 3  |   |
| Manchester United | 7       | 11 | 14 | 10 | 11 | 13 | 14 | 12 | 14 | 13 | 13 | 12 | 9  | 13 | 13  | 13  | 13  | 14  | 14  | 13  | 12  | 13  | 12  | 13  | 15 | 15 | 14  | 14 | 13  | 13  | 13  | 14  | 14 | 14 | 15 | 16 | 16 | 15 |   |
| Newcastle         | 8       | 6  | 5  | 3  | 6  | 7  | 7  | 9  | 12 | 11 | 8  | 10 | 11 | 12 | 12  | 12  | 8   | 5   | 5   | 5   | 4   | 6   | 5   | 6   | 7  | 5  | 6   | 6  | 6a  | 6a  | 5a  | 4a  | 4  | 3  | 4  | 3  | 4  | 5  |   |
| Nottingham Forest | 11      | 7  | 9  | 7  | 8  | 10 | 10 | 8  | 7  | 3  | 5  | 7  | 6  | 7  | 5   | 4   | 4   | 4   | 3   | 3   | 3   | 3   | 3   | 3   | 3  | 3  | 3   | 3  | 3   | 3   | 3   | 3   | 3  | 6  | 6  | 7  | 7  | 7  |   |
| Southampton       | 16      | 16 | 19 | 19 | 18 | 19 | 19 | 19 | 20 | 19 | 20 | 20 | 20 | 20 | 20  | 20  | 20  | 20  | 20  | 20  | 20  | 20  | 20  | 20  | 20 | 20 | 20  | 20 | 20  | 20  | 20  | 20  | 20 | 20 | 20 | 20 | 20 | 20 |   |
| Tottenham         | 12      | 5  | 10 | 13 | 10 | 8  | 9  | 7  | 8  | 7  | 10 | 6  | 7  | 10 | 11  | 10  | 11  | 12  | 11  | 12  | 14  | 15  | 15  | 14  | 12 | 12 | 13  | 13 | 14  | 14  | 14  | 15  | 16 | 16 | 16 | 17 | 17 | 17 |   |
| West Ham          | 14      | 9  | 13 | 14 | 14 | 14 | 12 | 15 | 13 | 14 | 14 | 14 | 14 | 14 | 14  | 14  | 14  | 13  | 13  | 14  | 13  | 14  | 14  | 15  | 16 | 16 | 15  | 16 | 16  | 16  | 16  | 17  | 17 | 17 | 17 | 15 | 15 | 14 |   |
| Wolverhampton     | 19      | 19 | 18 | 18 | 20 | 20 | 20 | 20 | 19 | 20 | 19 | 17 | 18 | 19 | 19  | 19  | 18  | 17  | 17  | 17  | 17  | 17  | 18  | 17  | 17 | 17 | 17  | 17 | 17  | 17  | 17  | 16  | 15 | 13 | 13 | 14 | 14 | 16 |   |

## Kết quả

### Tỷ số
| Nhà \ Khách       | ARS | AVL | BOU | BRE | BHA | CHE | CRY | EVE | FUL | IPS | LEI | LIV | MCI | MUN | NEW | NFO | SOU | TOT | WHU | WOL |
| ----------------- | --- | --- | --- | --- | --- | --- | --- | --- | --- | --- | --- | --- | --- | --- | --- | --- | --- | --- | --- | --- |
| Arsenal           | —   | 2–2 | 1–2 | 1–1 | 1–1 | 1–0 | 2–2 | 0–0 | 2–1 | 1–0 | 4–2 | 2–2 | 5–1 | 2–0 | 1–0 | 3–0 | 3–1 | 2–1 | 0–1 | 2–0 |
| Aston Villa       | 0–2 | —   | 1–1 | 3–1 | 2–2 | 2–1 | 2–2 | 3–2 | 1–0 | 1–1 | 2–1 | 2–2 | 2–1 | 0–0 | 4–1 | 2–1 | 1–0 | 2–0 | 1–1 | 3–1 |
| Bournemouth       | 2–0 | 0–1 | —   | 1–2 | 1–2 | 0–1 | 0–0 | 1–0 | 1–0 | 1–2 | 2–0 | 0–2 | 2–1 | 1–1 | 1–1 | 5–0 | 3–1 | 1–0 | 1–1 | 0–1 |
| Brentford         | 1–3 | 0–1 | 3–2 | —   | 4–2 | 0–0 | 2–1 | 1–1 | 2–3 | 4–3 | 4–1 | 0–2 | 2–2 | 4–3 | 4–2 | 0–2 | 3–1 | 0–2 | 1–1 | 5–3 |
| Brighton          | 1–1 | 0–3 | 2–1 | 0–0 | —   | 3–0 | 1–3 | 0–1 | 2–1 | 0–0 | 2–2 | 3–2 | 2–1 | 2–1 | 1–1 | 2–2 | 1–1 | 3–2 | 3–2 | 2–2 |
| Chelsea           | 1–1 | 3–0 | 2–2 | 2–1 | 4–2 | —   | 1–1 | 1–0 | 1–2 | 2–2 | 1–0 | 3–1 | 0–2 | 1–0 | 2–1 | 1–1 | 4–0 | 1–0 | 2–1 | 3–1 |
| Crystal Palace    | 1–5 | 4–1 | 0–0 | 1–2 | 2–1 | 1–1 | —   | 1–2 | 0–2 | 1–0 | 2–2 | 0–1 | 2–2 | 0–0 | 1–1 | 1–1 | 2–1 | 1–0 | 0–2 | 4–2 |
| Everton           | 1–1 | 0–1 | 2–3 | 0–0 | 0–3 | 0–0 | 2–1 | —   | 1–1 | 2–2 | 4–0 | 2–2 | 0–2 | 2–2 | 0–0 | 0–2 | 2–0 | 3–2 | 1–1 | 4–0 |
| Fulham            | 1–1 | 1–3 | 2–2 | 2–1 | 3–1 | 1–2 | 0–2 | 1–3 | —   | 2–2 | 2–1 | 3–2 | 0–2 | 0–1 | 3–1 | 2–1 | 0–0 | 2–0 | 1–1 | 1–4 |
| Ipswich Town      | 0–4 | 2–2 | 1–2 | 0–1 | 0–2 | 2–0 | 0–1 | 0–2 | 1–1 | —   | 1–1 | 0–2 | 0–6 | 1–1 | 0–4 | 2–4 | 1–2 | 1–4 | 1–3 | 1–2 |
| Leicester City    | 0–2 | 1–2 | 1–0 | 0–4 | 2–2 | 1–2 | 0–2 | 1–1 | 0–2 | 2–0 | —   | 0–1 | 0–2 | 0–3 | 0–3 | 1–3 | 2–0 | 1–1 | 3–1 | 0–3 |
| Liverpool         | 2–2 | 2–0 | 3–0 | 2–0 | 2–1 | 2–1 | 1–1 | 1–0 | 2–2 | 4–1 | 3–1 | —   | 2–0 | 2–2 | 2–0 | 0–1 | 3–1 | 5–1 | 2–1 | 2–1 |
| Manchester City   | 2–2 | 2–1 | 3–1 | 2–1 | 2–2 | 3–1 | 5–2 | 1–1 | 3–2 | 4–1 | 2–0 | 0–2 | —   | 1–2 | 4–0 | 3–0 | 1–0 | 0–4 | 4–1 | 1–0 |
| Manchester United | 1–1 | 2–0 | 0–3 | 2–1 | 1–3 | 1–1 | 0–2 | 4–0 | 1–0 | 3–2 | 3–0 | 0–3 | 0–0 | —   | 0–2 | 2–3 | 3–1 | 0–3 | 0–2 | 0–1 |
| Newcastle         | 1–0 | 3–0 | 1–4 | 2–1 | 0–1 | 2–0 | 5–0 | 0–1 | 1–2 | 3–0 | 4–0 | 3–3 | 1–1 | 4–1 | —   | 4–3 | 1–0 | 2–1 | 0–2 | 3–0 |
| Nottingham Forest | 0–0 | 2–1 | 1–1 | 0–2 | 7–0 | 0–1 | 1–0 | 0–1 | 0–1 | 1–0 | 2–2 | 1–1 | 1–0 | 1–0 | 1–3 | —   | 3–2 | 1–0 | 3–0 | 1–1 |
| Southampton       | 1–2 | 0–3 | 1–3 | 0–5 | 0–4 | 1–5 | 1–1 | 1–0 | 1–2 | 1–1 | 2–3 | 2–3 | 0–0 | 0–3 | 1–3 | 0–1 | —   | 0–5 | 0–1 | 1–2 |
| Tottenham         | 0–1 | 4–1 | 2–2 | 3–1 | 1–4 | 3–4 | 0–2 | 4–0 | 1–1 | 1–2 | 1–2 | 3–6 | 0–1 | 1–0 | 1–2 | 1–2 | 3–1 | —   | 4–1 | 2–2 |
| West Ham          | 2–5 | 1–2 | 2–2 | 0–1 | 1–1 | 0–3 | 0–2 | 0–0 | 3–2 | 4–1 | 2–0 | 0–5 | 1–3 | 2–1 | 0–1 | 1–2 | 1–1 | 1–1 | —   | 2–1 |
| Wolverhampton     | 0–1 | 2–0 | 2–4 | 1–1 | 0–2 | 2–6 | 2–2 | 1–1 | 1–2 | 1–2 | 3–0 | 1–2 | 1–2 | 2–0 | 1–2 | 0–3 | 2–0 | 4–2 | 1–0 | —   |

### Bảng thắng bại
- T = Thắng, H = Hòa, B = Bại
- () = Trận đấu bị hoãn
- (T), (H), (B) = Trận đấu bù và kết quả; Trận đấu bù được ghi trong cột nào, ví dụ cột số 24 có nghĩa là đã thi đấu sau vòng 24 và trước vòng 25
- [] = Trận đấu được tổ chức thi đấu trước (ví dụ trận đấu ở vòng 29 đã được thi đấu sau vòng 25 và trước vòng 26)
- – : không thi đấu

| Đội \ Vòng        | 1 | 2 | 3 | 4 | 5 | 6 | 7 | 8 | 9 | 10 | 11 | 12 | 13 | 14 | 15 | 16 | 17 | 18 | 19 | Đội               | 20 | 21 | 22 | 23 | 24    | 25    | 26 | 27 | 28 | 29 | 30 | 31 | 32    | 33 | 34 | 35 | 36 | 37 | 38 | Đội               |
| ----------------- | - | - | - | - | - | - | - | - | - | -- | -- | -- | -- | -- | -- | -- | -- | -- | -- | ----------------- | -- | -- | -- | -- | ----- | ----- | -- | -- | -- | -- | -- | -- | ----- | -- | -- | -- | -- | -- | -- | ----------------- |
| Arsenal           | T | T | H | T | H | T | T | B | H | B  | H  | T  | T  | T  | H  | H  | T  | T  | T  | Arsenal           | H  | T  | H  | T  | T     | T     | B  | H  | H  | T  | T  | H  | H     | T  | H  | B  | H  | T  | T  | Arsenal           |
| Aston Villa       | T | B | T | T | T | H | H | T | H | B  | B  | H  | B  | T  | T  | B  | T  | B  | H  | Aston Villa       | T  | T  | H  | H  | B     | H [H] | T  | B  | T  | –  | T  | T  | T     | T  | B  | T  | T  | T  | B  | Aston Villa       |
| Bournemouth       | H | H | T | B | B | T | B | T | H | T  | B  | B  | T  | T  | T  | H  | T  | H  | H  | Bournemouth       | T  | H  | T  | T  | B     | T     | B  | B  | H  | B  | B  | H  | T     | H  | H  | T  | B  | B  | T  | Bournemouth       |
| Brighton          | T | T | H | H | H | B | T | T | H | B  | T  | T  | H  | B  | H  | B  | H  | H  | H  | Brighton          | H  | T  | T  | B  | B     | T     | T  | T  | T  | H  | B  | B  | H     | B  | T  | H  | T  | T  | T  | Brighton          |
| Brentford         | T | B | T | B | B | H | T | B | T | B  | T  | H  | T  | B  | T  | B  | B  | H  | B  | Brentford         | T  | H  | B  | T  | B     | T     | T  | H  | B  | T  | B  | H  | H     | T  | T  | T  | T  | B  | H  | Brentford         |
| Chelsea           | B | T | H | T | T | T | H | B | T | H  | H  | T  | T  | T  | T  | T  | H  | B  | B  | Chelsea           | H  | H  | T  | B  | T     | B     | B  | T  | T  | B  | T  | H  | H     | T  | T  | T  | B  | T  | T  | Chelsea           |
| Crystal Palace    | B | B | H | H | H | B | B | B | T | H  | B  | H  | H  | T  | H  | T  | B  | H  | T  | Crystal Palace    | H  | T  | T  | B  | T     | B     | T  | T  | T  | () | H  | T  | B (B) | H  | H  | H  | T  | T  | H  | Crystal Palace    |
| Everton           | B | B | B | B | H | T | H | T | H | B  | H  | H  | B  | T  | () | H  | H  | H  | B  | Everton           | B  | B  | T  | T  | T (H) | T     | H  | H  | H  | H  | B  | H  | T     | B  | B  | H  | T  | T  | T  | Everton           |
| Fulham            | B | T | H | H | T | T | B | B | H | T  | T  | B  | H  | T  | H  | H  | H  | T  | H  | Fulham            | H  | B  | T  | B  | T     | T     | B  | T  | B  | T  | B  | T  | B     | B  | T  | B  | B  | T  | B  | Fulham            |
| Ipswich Town      | B | B | H | H | H | H | B | B | B | H  | T  | H  | B  | B  | B  | T  | B  | B  | T  | Ipswich Town      | H  | B  | B  | B  | B     | H     | B  | B  | B  | B  | T  | B  | H     | B  | B  | H  | B  | B  | B  | Ipswich Town      |
| Leicester City    | H | B | B | H | H | B | T | T | B | H  | B  | B  | B  | T  | H  | B  | B  | B  | B  | Leicester City    | B  | B  | B  | T  | B     | B     | B  | B  | B  | B  | B  | B  | H     | B  | B  | T  | H  | T  | B  | Leicester City    |
| Liverpool         | T | T | T | B | T | T | T | T | H | T  | T  | T  | T  | H  | () | H  | T  | T  | T  | Liverpool         | H  | H  | T  | T  | T (H) | T [H] | T  | T  | T  | –  | T  | B  | T     | T  | T  | B  | H  | B  | H  | Liverpool         |
| Manchester City   | T | T | T | T | H | H | T | T | T | B  | B  | B  | B  | T  | H  | B  | B  | H  | T  | Manchester City   | T  | H  | T  | T  | B     | T     | B  | T  | B  | H  | T  | H  | T     | T  | T  | T  | H  | T  | T  | Manchester City   |
| Manchester United | T | B | B | T | H | B | H | T | B | H  | T  | H  | T  | B  | B  | T  | B  | B  | B  | Manchester United | H  | T  | B  | T  | B     | B     | H  | T  | H  | T  | B  | H  | B     | B  | H  | B  | B  | B  | T  | Manchester United |
| Newcastle         | T | H | T | T | B | H | H | B | B | T  | T  | B  | H  | H  | B  | T  | T  | T  | T  | Newcastle         | T  | T  | B  | T  | B     | B     | T  | B  | T  | () | T  | T  | T (T) | B  | T  | H  | T  | B  | B  | Newcastle         |
| Nottingham Forest | H | T | H | T | H | B | H | T | T | T  | B  | B  | T  | B  | T  | T  | T  | T  | T  | Nottingham Forest | T  | H  | T  | B  | T     | B     | B  | H  | T  | T  | T  | B  | B     | T  | B  | H  | H  | T  | B  | Nottingham Forest |
| Southampton       | B | B | B | B | H | B | B | B | B | T  | B  | B  | H  | B  | B  | B  | H  | B  | B  | Southampton       | B  | B  | B  | B  | T     | B     | B  | B  | B  | B  | H  | B  | B     | H  | B  | B  | H  | B  | B  | Southampton       |
| Tottenham         | H | T | B | B | T | T | B | T | B | T  | B  | T  | H  | B  | B  | T  | B  | B  | H  | Tottenham         | B  | B  | B  | B  | T     | T     | T  | B  | H  | B  | B  | T  | B     | B  | B  | H  | B  | B  | B  | Tottenham         |
| West Ham          | B | T | B | H | B | H | T | B | T | B  | H  | T  | B  | B  | T  | H  | H  | T  | B  | West Ham          | B  | T  | B  | H  | B     | B     | T  | T  | B  | H  | B  | H  | B     | H  | B  | H  | T  | B  | T  | West Ham          |
| Wolverhampton     | B | B | H | B | B | B | B | B | H | H  | T  | T  | B  | B  | B  | B  | T  | T  | H  | Wolverhampton     | B  | B  | B  | B  | T     | B     | T  | B  | H  | T  | T  | T  | T     | T  | T  | B  | B  | B  | H  | Wolverhampton     |
| Đội \ Vòng        | 1 | 2 | 3 | 4 | 5 | 6 | 7 | 8 | 9 | 10 | 11 | 12 | 13 | 14 | 15 | 16 | 17 | 18 | 19 | Đội               | 20 | 21 | 22 | 23 | 24    | 25    | 26 | 27 | 28 | 29 | 30 | 31 | 32    | 33 | 34 | 35 | 36 | 37 | 38 | Đội               |

## Điểm tin
Sự ra đi đầu tiên của huấn luyện viên trong mùa giải diễn ra vào ngày 28 tháng 10 năm 2024, khi Manchester United sa thải Erik ten Hag sau trận thua 2–1 trước West Ham United. Câu lạc bộ đứng ở vị trí thứ 14 sau chín trận đấu, đã phải chịu thất bại thứ tư trong mùa giải.

## Thống kê mùa giải

### Ghi bàn hàng đầu
| Hạng | Cầu thủ              | Câu lạc bộ              | Bàn thắng |
| ---- | -------------------- | ----------------------- | --------- |
| 1    | Mohamed Salah        | Liverpool               | 29        |
| 2    | Alexander Isak       | Newcastle United        | 23        |
| 3    | Erling Haaland       | Manchester City         | 22        |
| 4    | Bryan Mbeumo         | Brentford               | 20        |
| 4    | Chris Wood           | Nottingham Forest       | 20        |
| 6    | Yoane Wissa          | Brentford               | 19        |
| 7    | Ollie Watkins        | Aston Villa             | 16        |
| 8    | Matheus Cunha        | Wolverhampton Wanderers | 15        |
| 8    | Cole Palmer          | Chelsea                 | 15        |
| 10   | Jean-Philippe Mateta | Crystal Palace          | 14        |
| 10   | Jørgen Strand Larsen | Wolverhampton Wanderers | 14        |

#### Hat-trick
- H (= Home): Sân nhà
- A (= Away): Sân khách
- (4) : ghi 4 bàn thắng

| Stt | Cầu thủ         | Câu lạc bộ        | Đối đầu với            | Tỷ số   | Thời gian           |
| --- | --------------- | ----------------- | ---------------------- | ------- | ------------------- |
| 1   | Erling Haaland  | Manchester City   | Ipswich Town           | 4–1 (H) | Vòng 2, 24/8/2024   |
| 2   | Noni Madueke    | Chelsea           | Wolverhampton          | 6–2 (A) | Vòng 2, 25/8/2024   |
| 3   | Erling Haaland  | Manchester City   | West Ham United        | 3–1 (A) | Vòng 3, 31/8/2024   |
| 4   | Cole Palmer(4)  | Chelsea           | Brighton & Hove Albion | 4–2 (H) | Vòng 6, 28/9/2024   |
| 5   | Kevin Schade    | Brentford         | Leicester City         | 4–1 (H) | Vòng 13, 30/11/2024 |
| 6   | Justin Kluivert | Bournemouth       | Wolverhampton          | 4–2 (A) | Vòng 13, 30/11/2024 |
| 7   | Alexander Isak  | Newcastle         | Ipswich Town           | 4–0 (A) | Vòng 17, 21/12/2024 |
| 8   | Amad Diallo     | Manchester United | Southampton            | 3–1 (H) | Vòng 21, 16/1/2025  |
| 9   | Justin Kluivert | Bournemouth       | Newcastle              | 4–1 (A) | Vòng 22, 18/1/2025  |
| 10  | Dango Ouattara  | Bournemouth       | Nottingham Forest      | 5–0 (H) | Vòng 23, 25/1/2025  |
| 11  | Chris Wood      | Nottingham Forest | Brighton & Hove Albion | 7–0 (H) | Vòng 24, 1/2/2025   |
| 12  | Omar Marmoush   | Manchester City   | Newcastle              | 4–0 (H) | Vòng 25, 15/2/2024  |

### Kiến tạo hàng đầu
| Hạng | Cầu thủ          | Câu lạc bộ        | Kiến tạo |
| ---- | ---------------- | ----------------- | -------- |
| 1    | Mohamed Salah    | Liverpool         | 18       |
| 2    | Jacob Murphy     | Newcastle United  | 12       |
| 3    | Anthony Elanga   | Nottingham Forest | 11       |
| 4    | Bruno Fernandes  | Manchester United | 10       |
| 4    | Mikkel Damsgaard | Brentford         | 10       |
| 4    | Antonee Robinson | Fulham            | 10       |
| 4    | Morgan Rogers    | Aston Villa       | 10       |
| 4    | Bukayo Saka      | Arsenal           | 10       |
| 9    | Son Heung-Min    | Tottenham Hotspur | 9        |
| 10   | 7 cầu thủ        | 7 cầu thủ         | 8        |

### Số trận giữ sạch lưới
| Hạng | Cầu thủ           | Câu lạc bộ        | Số trận sạch lưới |
| ---- | ----------------- | ----------------- | ----------------- |
| 1    | David Raya        | Arsenal           | 13                |
| 1    | Matz Sels         | Nottingham Forest | 13                |
| 3    | Jordan Pickford   | Everton           | 12                |
| 4    | Dean Henderson    | Crystal Palace    | 11                |
| 5    | Robert Sánchez    | Chelsea           | 10                |
| 5    | Ederson           | Manchester City   | 10                |
| 7    | Alisson           | Liverpool         | 9                 |
| 7    | André Onana       | Manchester United | 9                 |
| 9    | Kepa              | Bournemouth       | 8                 |
| 9    | Emiliano Martínez | Aston Villa       | 8                 |
| 9    | Nick Pope         | Newcastle United  | 8                 |

### Kỷ luật

#### Cầu thủ
- Nhận nhiều thẻ vàng nhất: 12 thẻ[119]
  -  Liam Delap (Ipswich Town)
  -  Flynn Downes (Southampton)
  -  Saša Lukić (Fulham)

- Nhận nhiều thẻ đỏ nhất: 2 thẻ[120]
  -  Bruno Fernandes (Manchester United)
  -  Myles Lewis-Skelly (Arsenal)
  -  Jack Stephens (Southampton)

#### Câu lạc bộ
- Nhận nhiều thẻ vàng nhất: 99 thẻ[121]
  - Chelsea
- Nhận ít thẻ vàng nhất: 57 thẻ[121]
  - Manchester City
- Nhận nhiều thẻ đỏ nhất: 6 thẻ[122]
  - Arsenal
- Nhận ít thẻ đỏ nhất: 0 thẻ[122]
  - Leicester City

## Giải thưởng

### Giải thưởng hàng tháng
| Tháng    | HLV của tháng       | HLV của tháng           | Cầu thủ của tháng   | Cầu thủ của tháng | Bàn thắng của tháng | Bàn thắng của tháng    | Cản phá của tháng | Cản phá của tháng | Tham khảo                       |
| Tháng    | HLV                 | Đội                     | Cầu thủ             | Đội               | Cầu thủ             | Đội                    | Cầu thủ           | Đội               | Tham khảo                       |
| -------- | ------------------- | ----------------------- | ------------------- | ----------------- | ------------------- | ---------------------- | ----------------- | ----------------- | ------------------------------- |
| Tháng 8  | Fabian Hürzeler     | Brighton & Hove Albion  | Erling Haaland      | Manchester City   | Cole Palmer         | Chelsea                | David Raya        | Arsenal           | [ 123 ] [ 124 ] [ 125 ] [ 126 ] |
| Tháng 9  | Enzo Maresca        | Chelsea                 | Cole Palmer         | Chelsea           | Jhon Durán          | Aston Villa            | André Onana       | Manchester United | [ 127 ] [ 128 ] [ 129 ] [ 130 ] |
| Tháng 10 | Nuno Espírito Santo | Nottingham Forest       | Chris Wood          | Nottingham Forest | Nicolas Jackson     | Chelsea                | Robert Sánchez    | Chelsea           | [ 131 ] [ 132 ] [ 133 ] [ 134 ] |
| Tháng 11 | Arne Slot           | Liverpool               | Mohamed Salah       | Liverpool         | Harry Wilson        | Fulham                 | André Onana       | Manchester United | [ 135 ] [ 136 ] [ 137 ] [ 138 ] |
| Tháng 12 | Nuno Espírito Santo | Nottingham Forest       | Alexander Isak      | Newcastle United  | Alexander Isak      | Newcastle United       | Emiliano Martínez | Aston Villa       | [ 139 ] [ 140 ] [ 141 ] [ 142 ] |
| Tháng 1  | Andoni Iraola       | Bournemouth             | Justin Kluivert     | Bournemouth       | David Brooks        | Bournemouth            | Martin Dúbravka   | Newcastle United  | [ 143 ] [ 144 ] [ 145 ] [ 146 ] |
| Tháng 2  | David Moyes         | Everton                 | Mohamed Salah       | Liverpool         | Kaoru Mitoma        | Brighton & Hove Albion | Kepa Arrizabalaga | Bournemouth       | [ 147 ] [ 148 ] [ 149 ] [ 150 ] |
| Tháng 3  | Nuno Espírito Santo | Nottingham Forest       | Bruno Fernandes     | Manchester United | Jens Cajuste        | Ipswich Town           | David Raya        | Arsenal           | [ 151 ] [ 152 ] [ 153 ] [ 154 ] |
| Tháng 4  | Vítor Pereira       | Wolverhampton Wanderers | Alexis Mac Allister | Liverpool         | Carlos Baleba       | Brighton & Hove Albion | Guglielmo Vicario | Tottenham Hotspur | [ 155 ] [ 156 ] [ 157 ] [ 158 ] |

### Giải thưởng năm
| Giải thưởng                                               | Người thắng       | Câu lạc bộ       |
| --------------------------------------------------------- | ----------------- | ---------------- |
| Huấn luyện viên xuất sắc nhất mùa giải của Premier League | Arne Slot         | Liverpool        |
| Cầu thủ xuất sắc nhất mùa giải của Premier League         | Mohamed Salah     | Liverpool        |
| Cầu thủ trẻ xuất sắc nhất mùa giải của Premier League     | Ryan Gravenberch  | Liverpool        |
| Cầu thủ xuất sắc nhất năm của FWA                         | Mohamed Salah     | Liverpool        |
| Bàn thắng đẹp nhất mùa giải của Premier League            | Omar Marmoush     | Manchester City  |
| Bàn thắng tác động nhất mùa giải của Premier League       | Alexander Isak    | Newcastle United |
| Cứu thua xuất sắc nhất mùa giải của Premier League        | Emiliano Martínez | Aston Villa      |